# Hana Mašková
Hana Mašková (Praga, 26 settembre 1949 – Vouvray, 31 marzo 1972) è stata una pattinatrice artistica su ghiaccio cecoslovacca.
È deceduta a soli 22 anni a causa di un incidente stradale in Francia.

## Palmarès
| Internazionali            | Internazionali | Internazionali | Internazionali | Internazionali | Internazionali | Internazionali | Internazionali |
| Evento                    | 1962–63        | 1963–64        | 1964–65        | 1965–66        | 1966–67        | 1967–68        | 1968–69        |
| ------------------------- | -------------- | -------------- | -------------- | -------------- | -------------- | -------------- | -------------- |
| Giochi olimpici invernali |                | 15°            |                |                |                | 3°             |                |
| Campionati mondiali       |                | 16°            | 13°            | 6°             | 3°             | 3°             | R              |
| Campionati europei        | 15°            |                | 7°             | 4°             | 2°             | 1°             | 2°             |
| Praga Skate               |                |                | 4°             | 1°             | 1°             | 1°             |                |
| Nazionali                 |                |                |                |                |                |                |                |
| Campionati cecoslovacchi  |                |                | 1°             | 1°             | 1°             | 1°             | 1°             |
| R = Ritirata              |                |                |                |                |                |                |                |